# Britney Spears
Britney Jean Spears (n. 2 decembrie 1981, McComb⁠(d), Mississippi, SUA) este o cântăreață, dansatoare, compozitoare, actriță și scriitoare americană, supranumită „Prințesa muzicii pop”. Britney se naște în Mississippi și are prima apariție televizată în 1992 ca participant al emisiunii „Star Search”. Aceasta își continuă cariera în cadrul serialului de televiziune numit „The New Mickey Mouse Club” al Disney Channel din 1993 până în 1994, alături de nume precum Christina Aguilera și Justin Timberlake. În 1997, Britney semnează un contract cu casa de discuri Jive, lansând albumul de debut ...Baby One More Time în 1999. Albumul debutează pe prima poziție în topul Billboard 200, fiind vândut în peste 30 de milioane de exemplare în toată lumea, 14 milioane doar in SUA, devenind cel mai vândut album de un adolescent din toate timpurile, Spears intrând în Cartea Recordurilor. Succesul continuă odată cu lansarea celui de-al doilea album intitulat „Oops!... I Did It Again”, transformând-o pe artistă într-un pop icon. În același timp Britney este și cel mai bine vândut artist adolescent al tuturor timpurilor cu peste 50 de milioane de albume vândute până la 20 de ani conform Guiness Book (Cartea Recordurilor), mass-media atribuindu-i titlul onorific de „Prințesa Muzicii Pop”. Britney este și cea mai mult căutată persoană pe internet de la apariția acestuia.
În 2001 Spears lansează albumul Britney, jucând rolul principal în pelicula „Crossroads”. Al patrulea album, „In the Zone”, lansat în 2003 face din artistă prima femeie din lume a erei Nielsen Soundscan cu patru albume clasate consecutiv pe locul 1. Blackout, cel de-al cincilea album semnat Britney Spears, este lansat la finele lui 2007. În anul 2008, după aproape 1 an de pauză, Britney a revenit cu singleul „Womanizer”. Albumul succesor, Circus, e lansat în 2008, direct pe prima poziție în clasamentul Billboard 200. Hitul „Womanizer” devine cea de-a doua piesă în ultima decadă clasată direct pe locul 1 în Billboard Hot 100 și în Australia în prima zi de la lansare. Videoclipul piesei a fost vizionat de 7 milioane de ori în doar 48 de ore. Singleul a fost difuzat de un număr record de ori, ajungând să fie difuzat la fel de bine ca singleul Rihannei „Umbrella”. La sfârșitul anului 2009, Spears lansează compilația de hituri „The Singles Collection”, disc ce include cel de-al treilea hit number one intitulat simplu și scurt „3”.
Conform Zomba Label Group, Spears a vândut peste 150 de milioane de albume în întreaga lume (devenind cea mai bine vândută artistă a deceniului trecut), și peste 210 milioane de discuri single, fiind astfel una dintre cele mai bine vândute artiste din istoria muzicii. Asociația Industriei Muzicale Americane (RIAA) clasifică artista în istoria muzicală americană ca fiind pe locul al optulea, fiind cea de-a șasea cea mai bine vândută artistă, cu 34 de milioane de albume vândute pe teritoriul SUA. Succesul câștigat îi permite accesul și în alte domenii. Britney este totodată și al treilea artist care a obținut multiple discuri de diamant la egalitate cu alte legende ale muzicii, precum Michael Jackson, Madonna sau Whitney Houston și singura artistă feminină care a cântat cu Michael Jackson și Madonna. De asemenea artista americană a jucat în mai multe filme și seriale de televiziune, a scris două cărți, a încheiat contracte pentru diverse produse, printre care se numără propria linie de parfumuri și jocul creat pentru consola Nintendo, Sony Playstation 2 și PC numit „Britney's Dance Beat”.
Până în prezent Britney Spears a reușit să aibă zece single-uri, care au ajuns mondial pe primul loc: „...Baby One More Time” (1999), „(You Drive Me) Crazy” (1999), „Born to Make You Happy” (1999), „Oops!... I Did It Again” (2000), „Me Against the Music” (2003), „Toxic” (2004), „Everytime” (2004), „Womanizer” (2008), „S&M Remix” (2011), „Scream & Shout” (2012). Cinci dintre single-urile sale ating poziția fruntașă în SUA: „...Baby One More Time” (1999), „Womanizer” (2008), „3” (2009), „Hold It Against Me” (2011) și „S&M Remix” (2011).
Spears este a treia artistă în istorie care a reușit să atingă poziția fruntașă în trei decenii consecutive. Billboard a numit-o cea mai sexy cântăreață. În 2012 venitul ei anual a fost de 58 milioane de dolari, făcând-o cea mai bine plătită femeie din lumea muzicii.

## Viața și cariera muzicală

### Copilăria, The Mickey Mouse Club, debutul în muzică
Britney Jean Spears s-a născut la data de 2 decembrie 1981 în McComb, Mississippi, ca fiica lui Lynne Irene (Bridges), o profesoară, și Jamie Parnell Spears, un angajat în domeniul construcțiilor. Bunica din partea mamei, Lillian Portell, era englezoaică (născută în Londra), iar unul din stră-stră-bunicii din parta mamei era maltez. A copilărit în Kentwood, Louisiana. Britney are un frate, Bryan James, și o soră, Jamie Lynn. Bryan Spears este căsătorit cu managerul lui Jamie Lynn, Graciella Rivera.
Britney și-a dorit încă din copilărie să ajungă gimnastă. Aceasta ia lecții de dans, participând la diverse concursuri naționale, cântând printre altele și în corul bisericii baptiste. Este acceptată în cadrul Școlii Profesionale de Arte Teatrale din New York City la vârsta de 8 ani. Părinții lui Britney pun capăt mariajului și divorțul este finalizat în anul 2002.
Tot la vârsta de 8 ani, Britney Spears participă la proba de recrutare a talentelor pentru show-ul „The New Mickey Mouse Club” al Disney Channel. Deși talentată, Britney e întâmpinată cu refuz din cauza vârstei prea fragede. În ciuda rezultatelor nefavorabile, unul dintre producătorii showului a ajutat-o să-și găsească un impresar în New York, unde se va stabili și își va petrece următorii trei ani pe băncile școlii teatrale Off Broadway Dance Center la care fusese admisă și jucând printre altele dublura eroinei din muzicalul Off-Broadway intitulat „Ruthless!” (Fără Scrupule). În 1992 aceasta participă la renumitul show televizat Star Search, ajungând până în semifinala competiției, și a jucat în mai multe reclame. La vârsta de 11 ani, după trei ani de la prima audiție, Britney Spears își reîncearcă norocul la Disney Channel, de data aceasta cu succes, unde a demonstrat că are atât talente muzicale cât și actoricești, datorită cărora a primit rol în cadrul show-ului „The New Mickey Mouse Club” din Lakeland, Florida. Pe platourile de filmare îi cunoaște pe Christina Aguilera și Justin Timberlake. Prezența sa în show se delimitează între anii 1993 și 1994, Spears atingând pe atunci vârsta de 13 ani. Britney se revine în Kentwood împreună cu familia doi ani mai târziu, ca urmare a încheierii producției show-lui pentru care fusese angajată, urmând liceul pe durata ultimului an.
În 1997, Spears se alătură grupului pop feminin Innosense. În același an, aceasta înregistrează un demo solo, I Have Nothing, și semnează un contract cu casa Jive Records. Reprezentanții casei de discuri au fost impresionați de talentul ei și îi propun un prim contract, după ce, în prealabil, demo-ul înregistrat după o piesă rebut semnată Toni Braxton fusese respins de trei dintre cele patru case de discuri în fața cărora Spears își prezentase proiectul.

### 1998-2000: ...Baby One More Time și Oops!...I Did It Again
Lansarea oficială a piesei de debut „...Baby One More Time” are loc la data de 23 octombrie 1998, pentru ca la 12 ianuarie 1999, albumul cu același nume să fie disponibil publicului. Single-ul „...Baby One More Time”, primul extras de pe album, cunoaște un succes răsunător, plasându-se în fruntea clasamentului Billboard Hot 100 timp de două săptămâni. Single-ul devine number-one în topul UK Singles Chart, atingând astfel un nou record pentru o artistă debutantă. Vândut în peste 500.000 de exemplare în prima zi, și cu peste 10.000.000 de copii până în prezent, este unul din cântecele cu cele mai mari încasări din istoria muzicii. El ocupă prima poziție în clasamentele a 17 țări, printre care America, Marea Britanie, Austria, Australia, Germania, Franța, Italia și țările scandinavice. A fost nominalizat la premiile Grammy pentru cea mai bună interpretare pop. „...Baby one more time” e urmat mai apoi de către alte 4 single-uri după cum urmează: „Sometimes”, „(You Drive Me) Crazy [The STOP! Remix]”, „Born to Make You Happy” și „From The Bottom of my Broken Heart”.
Albumul cuprinde hituri precum „...Baby One More Time”, „Sometimes”, „Crazy” „Born to make you happy”, aducându-i lui Brit 12 discuri de platină și numeroase premii. Albumul intră și în fruntea Billboard 200 tot în luna ianuarie 1999. S-a vândut în 10 milioane de exemplare într-un singur an și a obținut prima poziție în 15 clasamente din întreaga lume. În ciuda criticilor predominant negative, albumul „...Baby one more time” atinge cota 30 de milioane de unități vândute, egalând performanța albumului History semnat Michael Jackson, dovadă a unui uriaș succes. ...Baby one more time a fost certificat de 14 ori cu disc de platină (echivalentul Diamant - 14 milioane de exemplare livrate) de către Asociația Industriei Muzicale Americane. Recenziile cu privire la calitatea pieselor s-au arătat mixte: Allmusic i-a acordat patru stele din cinci, pe când publicații precum revista Rolling Stone și NME au acordat două stele din cinci, respectiv o stea din zece, nefiind impresionate de muzica artistei. Aceeași revistă Rolling Stone, își promovează numele prin intermediul pozei cu Britney de pe coperta ediției din luna aprilie 1999. Pe copertă apare Britney fotografiată de către David LaChapelle într-o ținută care contravenea conduitei afișate de artistă până atunci. Stilul adolescentin al lui Spears de la acea vreme aducea laolaltă în școlărița sentimentală o inocență copilărească alături de o sexualitate adultă. Albumul său, atât prin mesajul versurilor cât și prin linia melodică, zugrăvea imaginea credibilă a unei adolescente candide la sfârșitul anilor '90. Christina Aguilera, aborda și ea un stil asemănător.
Spears pornește în 1999 în primul său turneu cu același nume de promovare a albumului, susținând 57 de concerte, majoritatea în America de Nord, fiind bine primit de critici. Unul din aspectele negative evidențiate a fost legat de costumațiile sumare purtate de cântăreață. Playlist-ul concertului conținea 15 melodii, dintre care patru piese cover, două ale Madonnei (Material Girl și Vogue) și respectiv două ale lui Janet Jackson („Black Cat” și „Nasty”). Scrie împreună cu mama sa o carte, „Heart to heart”. Își cumpără o casă în Destin, Florida. La sfârșitul lui 1999 Spears apare ca și personaj episodic în serialul dedicat publicului adolescent, Sabrina, vrăjitoarea adolescentă, interpretând piesa „(You Drive Me) Crazy”, piesă care a asigurat și coloana sonoră a filmului Drive Me Crazy, cu actorii Adrian Grenier și aceeași Melissa Joan Hart în rolurile principale. În decembrie 1999 lui Spears îi sunt acordate patru premii în cadrul ceremoniei Billboard Music Awards,printre care și „Female Artist of the Year”. O lună mai târziu, premiul Favorite Pop/Rock New Artist al galei American Music Awards este decis în favoarea artistei.
Succesul fulminant continuă odată cu cel de-al doilea album intitulat „Oops!...I Did It Again”, lansat în luna mai a anului 2000. Este un nou succes pentru Britney și conține hituri precum „Oops! ... I Did It Again”, „Lucky”, „Stronger”, „Don’t Let Me Be The Last To Know”. Acesta debutează direct pe locul 1 în America, fiind achiziționat de către public în 1,319,193 de unități în prima săptămână de la lansare. RIAA îl certifică cu Diamant pentru cele 10 milioane de copii vândute doar pe teritoriul Americii. Allmusic i-a acordat patru stele din cinci, la fel ca și în cazul precedent, serviciul de ghid muzical menționând că „este o combinație de balade sentimentale și melodii dance-pop”. „Rolling Stone” i-a acordat 3.5 stele din cinci, observând că discul este fantastic, iar cererea de muzică semnată Britney Spears e de-a dreptul feroce. Primul single, cel ce asigură de asemenea și numele albumului, „Oops!...I Did It Again”, reușește să intre în top 10 în majoritatea țărilor, devenind number one în Marea Britanie. În același an, începe și turneul mondial numit Oops!...I Did It Again World Tour. În timpul turneului, Britney face o scurtă escală la New York City cu ocazia evenimentului MTV Music Awards 2000. Spears a susținut astfel 90 de concerte, în cadrul cărora a cântat 13 melodii, dintre care cinci din era „...Baby One More Time”. Britney câștigă acum două premii Billboard Music Awards. Albumul „Oops!... I Did it Again” s-a vândut în peste 25 de milioane de unități în întreaga lume.

### 2001-2003: Britney, Crossroads și In The Zone

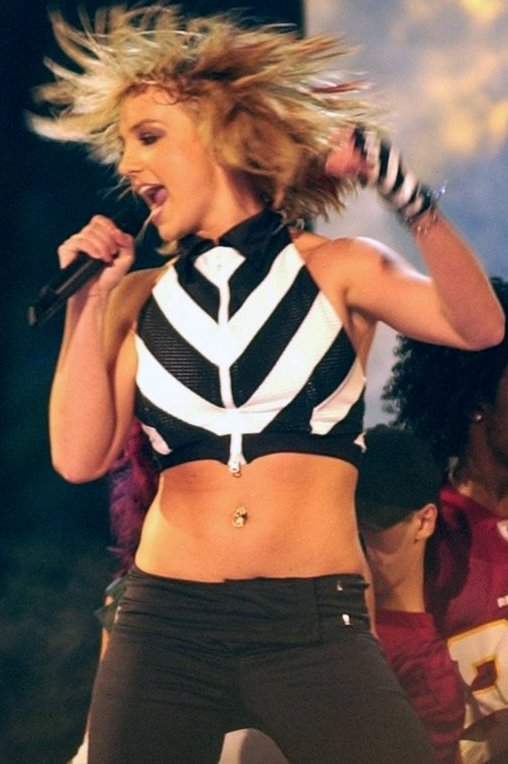
Britney Spears la NFL Kickoff Live 2003

Anul 2001 este cel mai important din cariera lui Britney, fiind anul în care a prezentat alături de LL COOL J Premiile Industriei Muzicale Americane, a participat la festivalul Rock In Rio, a cântat alături de Aerosmith, ’N Sync, Nelly și Mary J Blige la Super Bowl și a semnat un contract cu o valoare cuprinsă între șapte și opt milioane de dolari cu firma PepsiCo, lansând și o a doua carte scrisă alături de mama sa, intitulată A Mother's Gift. În timp ce își promova albumul sophomore, Oops!... I Did It Again, a revenit în studio pentru a-și înregistra cel de al treilea album la mijlocul lui februarie 2001. În același timp a început la 12 martie 2001 filmările pentru un film cu regizoarea Tamra Davis, finalizându-le pe 7 octombrie 2001. Spears a terminat înregistrarea celui de al treilea album în august 2001, lansarea fiind plănuită 2-3 luni mai târziu. Spears a finalizat înregistrarea celui de-al treilea album, intitulat Britney, în luna noiembrie 2001. Include hituri precum „Overprotected”, „I’m Not A Girl”, „Not Yet A Woman”, „I'm A Slave 4 U”, „Boys” și un cover după „I Love Rock 'n' Roll” a lui Joan Jett. În cadrul acestui album, și-a evidențiat latura creativă fiind co-autoarea a 5 melodii de pe această compilație. Albumul „Britney” s-a evidențiat și prin faptul că artista a combinat pentru prima oară în carieră, senzualitatea genului pop cu ritmuri alerte de hip-hop și R&B. Deși albumul nu s-a dovedit a fi atât de răsunător ca primele sale două albume în materie de vânzări, totuși albumul a debutat pe primul loc în Statele Unite vânzând 745.771 exemplare în prima săptămână de lansare. Acest succes a transformat-o pe Britney Spears în prima femeie din industria muzicală care are primele trei albume ale carierei, care debutează în prima săptămână de lansare pe prima poziție. Albumul a primit aprecieri favorabile din partea criticilor muzicali, Allmusic acordându-i 4.5 stele din 5 posibile, și spunând că titlurile pieselor de pe album reprezintă momentele pivotante din albumul lui Britney Spears, în care încearcă să-și evidențieze caracterul, adoptând o abordare mai matură dar totodată tipică domnișoarei Spears. Pe de altă parte, cei de la „Rolling Stone”, au declarat despre acest album că „Spears are aproape 20 de ani și trebuie să se matureze ea întâi dacă vrea ca fanii ei să o urmeze”. Single-ul principal al albumului, „I'm a Slave 4 U”, a debutat pe poziția a 27-a în clasamentul Billboard Hot 100, devenind astfel cel mai bună melodie a albumului. Pentru a-și promova albumul, Spears s-a îmbarcat pentru a începe turneul intitulat Dream Within a Dream Tour în luna noiembrie 2001. Turneul a fost însă amânat timpuriu în Mexico City din pricina vremii nefavorabile. La sfârșitul turneului Spears a anunțat că va lua o pauză de 6 luni.
La începutul anului 2002, relația de 4 ani a lui Britney cu Justin Timberlake s-a încheiat. Cântecul lui Justin din 2002, Cry Me a River, și videoclipul acestuia, care a avut în distribuție o actriță care aducea fizic cu Britney, a dat naștere la speculații cum că domnișoara Spears nu i-a fost credincioasă; Timberlake a negat ulterior faptul că prin acest cântec a dorit să o caracterizeze pe Britney. pears a compus balada „Everytime”, în colaborare cu Annet Artani. În același an, solistul formației Limp Bizkit, Fred Durst a confirmat că are o relație cu Britney Spears. Durst a fost de asemenea angajat pentru a compune și scrie melodii pentru albumul „In the Zone” a lui Britney, melodii care nu au fost însă lansate. În luna iunie 2002, a avut loc inaugurarea restaurantului lui Britney, Nyla, în New-York City, cu specific italian și mâncării din statul Lousiana. Totuși ea s-a retras din această afacere în luna octombrie a aceluiași an din pricina managementului defectuos și a numeroaselor datorii acumulate de restaurant. Nyla a fost închis în mod oficial în 2003. Spears a debutat în cinematografie în 2002 în filmul „Prietenii sunt pentru totdeauna”, în cadrul căruia a interpretat rolul unei adolescente de liceu, care călătorește în speranța regăsirii mamei sale pierdute. Filmul a fost considerat slab la fel ca și evoluția lui Britney.. Spears a primit 2 premii Razzie Awards (Zmeura de Aur), pentru cea mai slabă actriță și cel mai slab cântec. Totuși filmul a adunat peste 60 de milioane de $ în cinematografele din toată lumea, adică de peste 5 ori bugetul total al filmului. Spears a avut de asemena și o apariție episodică în „Austin Powers: Goldmember” și în filmul Longshot.
Succesul ei muzical i-a determinat pe reprezentanții prestigioasei reviste „Forbes”, în anul 2002 să o numească cea mai puternică celebritate a planetei, cu venituri anuale de peste 39,2 milioane de dolari în acel an. În 2003 își lansează cel de-al patrulea album al său, „In the zone” care conține hituri precum „Toxic”, „Me Against the Music”, „Everytime”. Primul single a fost „Me Against the Music”, un duet mult așteptat cu unul dintre idolii săi, Madonna. Pentru Britney albumul marchează o schimbare totală de stil către ceva total diferit, apropiat de stilul abordat de Madonna în ultimii ani. Cel de-al doilea single extras din album „In The Zone”, „Toxic” este un nou succes pentru interpretă și îi aduce acesteia un rol într-o importantă reclamă Pepsi alături de vedete precum Pink, Beyoncé și Enrique Iglesias.

### 2004-2007: Compilații, rolul de mamă, frustrăriile personale și Blackout

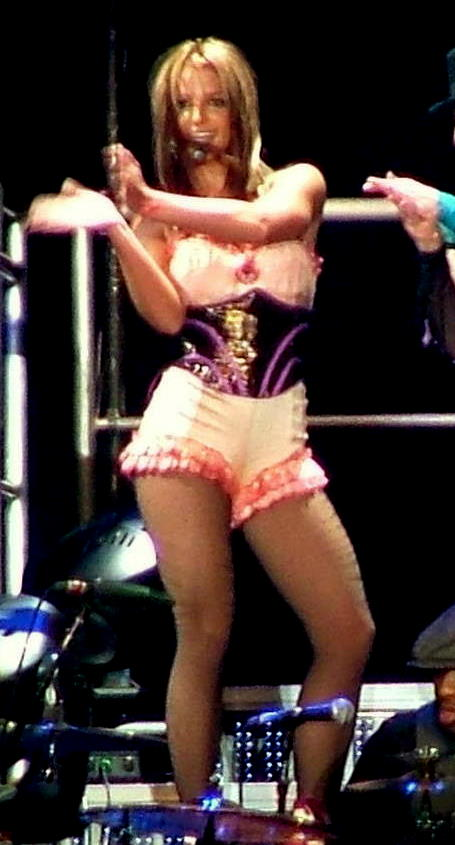
Britney Spears în cadrul The Onyx Hotel Tour în aprilie 2004

La data de 3 ianuarie 2004, Spears s-a căsătorit cu un prieten din copilărie numit Jason Alexander la capela „The Little White Chapel” în orașul Las Vegas, Nevada. Mariajul a fost însă anulat după 55 ore de către avocații mamei ei pe motivul „lipsei integrității morale” a domnișoarei Spears. În martie 2004 și-a început turneul de promovare a albumului „In the Zone” intitulat „The Onyx Hotel Tour”. La data de 8 iunie 2004 Spears a suferit o accidentare la genunchiul piciorului stâng în timpul filmărilor pentru videoclipul piesei „Outrageous”, videoclipul rămânând neterminat până acum datorită accidentului pe care artista l-a suferit în timpul filmărilor în New York. A fost transportată de urgență la spital unde doctorii i-au efectuat o radiografie și au constatat ca ligamentele genunchiului au fost dislocate. A doua zi, Britney a efectuat operația de refacere a ligamentelor distruse. A fost forțată să poarte un ghips timp de 6 săptămâni urmate apoi de opt până la doisprezece săptămâni de refacere fapt ce a condus la anularea turneului ei. Tot în decursul acelui an Britney s-a convertit la religia Kabbalah convinsă de prietena și idolul ei Madonna. Luna iulie 2004 a adus cu sine logodna cu dansatorul Kevin Federline cunoscut de aceasta cu trei luni mai devreme. Povestea de iubire a celor doi a primit o mare atenție din partea presei, din moment ce Federline tocmai se despărțise de actrița Shar Jackson, care era însărcinată la acea dată cu cel de-al doilea copil al lor. 
Povestea lor de iubire a fost eclipsată și în primul reality-show al lui Britney intitulat „Britney & Kevin: Chaotic”. Nunta a avut loc la data de 18 septembrie 2004, dar au devenit soț și soție abia după 3 săptămâni ca urmare a contractului prenupțial întocmit de către ei. La scurt timp ea și-a lansat propriul parfum intitulat „Curious” (Curios), care a reușit să doboare recordurile companiei de vânzări în prima săptămână de lansare. În octombrie 2004 Britney a anunțat ca va lua o pauză pentru a se concentra pe viața ei personală și pentru a întemeia o familie. Greatest Hits: My Prerogative, primul album al artistei de compilație a fost lansat în noiembrie 2004. Spears a realizat un cover după singleul lui Bobby Brown, „My Prerogative”, și a reușit să ocupe primele poziții în țări ca Finlanda, Irlanda, Italia și Norvegia. Cel de-al doilea single intitulat „Do Somethin” a fost un hit de top 10 în Australia, Regatul Unit și alte țări de pe „Bătrânul Continent”. Albumul a reușit să vândă peste 5 milioane de copii în toată lumea.

Britney a născut primul copil al cuplului numit Sean Preston Federline la data de 14 septembrie 2005. Apoi în noiembrie 2005, artista pop a lansat primul ei album de remixuri intitulat „B in the Mix: The Remixes”, care a constat dintr-o colecție de 11 piese remixate. În iunie 2006 a afirmat public că nu mai este o adeptă a Kabblah argumentând ca „copilul meu este religia mea acum”. Ea a dat naștere la cel de-al doilea copil al ei pe nume Jayden James Federline, la 12 septembrie 2006. La data de 7 noiembrie 2006, Spears a intentat divorț de Kevin Federline, invocând ca motiv diferențe ireconciliabile. Divorțul lor a fost finalizat în iulie 2007, atunci când cuplul a ajuns la o înțelegere convenind să împartă custodia comună a copiilor lor. În ianuarie 2007 mătușa lui Spears, Sandra Poduri Covington, cu care ea a fost foarte apropiată, a decedat în urma unui cancer ovarian. 

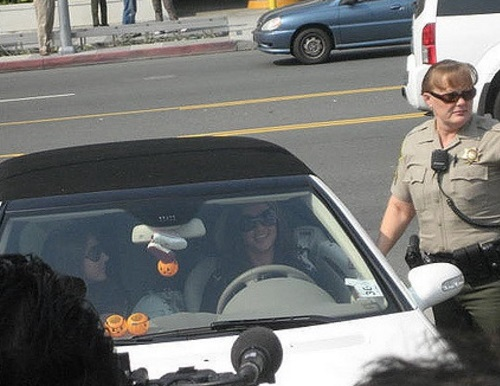
Britney Spears înconjurată de paparazzi la ieșirea de la tribunal în octombrie 2007

 La data de 16 februarie 2007, Spears a fost internată într-o clinică de dezintoxicare de droguri în Antigua unde a stat doar o singură zi. În noaptea următoare, ea și-a ras tot părul din cap cu o mașină de tuns la o frizerie în Tarzana, Los Angeles. La scurt timp după acest incident a recunoscut că nu știe de ce a reacționat în acest fel. În mai 2007 susține The M+M's Tour. Spears a pierdut custodia copiilor săi în octombrie 2007 din motive care n-au fost dezvăluite public.
Cel de-al cincilea album al ei intitulat „Blackout” a fost lansat în luna octombrie 2007. A debutat în fruntea topurilor în Canada și Irlanda, pe poziția secundă în Billboard U.S 200, Franța, Japonia și Regatul Unit și a s-a clasat în primele zece în Australia, Noua Zeelanda, Coreea de Sud și alte câteva state europene. În Statele Unite, Spears a devenit singura solistă din istorie care reușește să aibă primele cinci albume pe primele două poziții. Albumul s-a vândut în peste 3,1 milioane de copii în toată lumea. La MTV Europe Music Awards 2008 albumul a obținut premiul de albumul anului și a fost clasat pe poziția numărul 5 al celor mai bune albume ale deceniului de către The Times. Spears a cântat la acest eveniment și singleul de debut intitulat „Gimme More” dar a primit aprecieri negative din partea criticilor. În ciuda acestui fapt singleul a avut succes pe plan internațional, reușind să ocupe prima poziție în Canada și clasându-se în primele 10 în aproape fiecare țară în care a fost difuzat. Cel de-al doilea single „Piece of Me” a ajuns în fruntea topurilor în Danemarca, Noua Zeelandă, și Regatul Unit. Al treilea single „Break the Ice” a fost lansat anul următor dar a avut un succes mediocru ca urmare a lipsei promovării de către Spears. În luna decembrie 2007, Britney a început o nouă relație de data aceasta cu un paparazzi pe nume Adnan Ghalib.

### 2008: Custodia și Circus

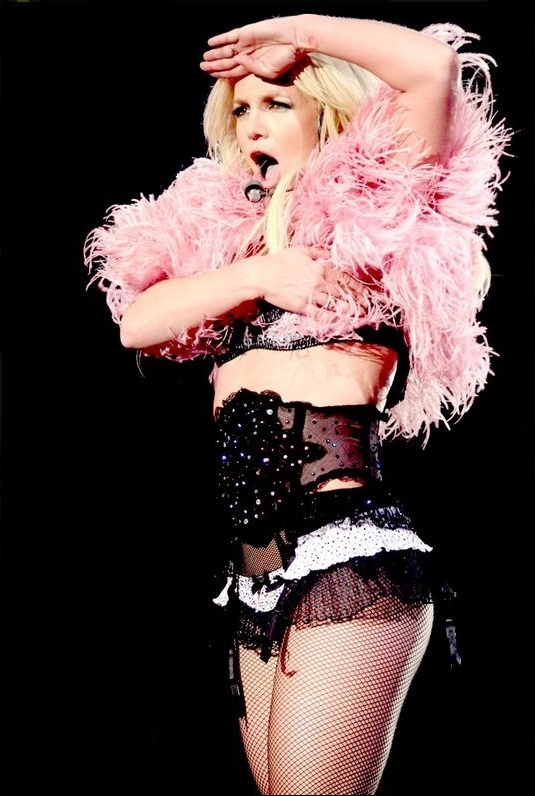
Britney Spears in Circus Tour

Cel de-al șaselea album de studio, intitulat „Circus”, a fost lansat în decembrie 2008. Ea a primit recenzii pozitive din partea criticilor. Pe agregatorul de critici muzicale al metacritic, acesta a obținut un scor mediu de 64/100. Circus a debutat ca numărul unu în Canada, Republica Cehă și în Statele Unite, și în top 10 în mai multe națiuni europene. În Statele Unite, Spears a devenit cel mai tânăr artist de sex feminin din istorie care a avut cinci albume de debut numărul unu, câștigând un loc în Guinness Book of World Records (Cartea Recordurilor). Ea a devenit, de asemenea, singurul artist în era „SoundScan” care a avut patru albume de debut cu 500.000 sau mai multe exemplare vândute. Circus a devenit unul dintre cele mai rapid vândute albume ale anului, și a vândut 4 milioane de exemplare în întreaga lume. Singleul de debut. „Womanizer”, a devenit singleul cu cea mai spectaculoasă urcare din istorie, reușind să „sară” de pe locul 86 pe prima poziție în Billboard Hot 100, deoarece „Baby One More Time” a debutat pe prima poziție și a dominat topurile din țări precum Belgia, Canada, Danemarca, Finlanda, Franța, Norvegia și Suedia. A fost, de asemenea, nominalizat pentru un premiu Grammy la categoria „cel mai bun cântec dance”.

### 2009-prezent: Chestiuni juridice, The Singles Collection și Femme Fatale

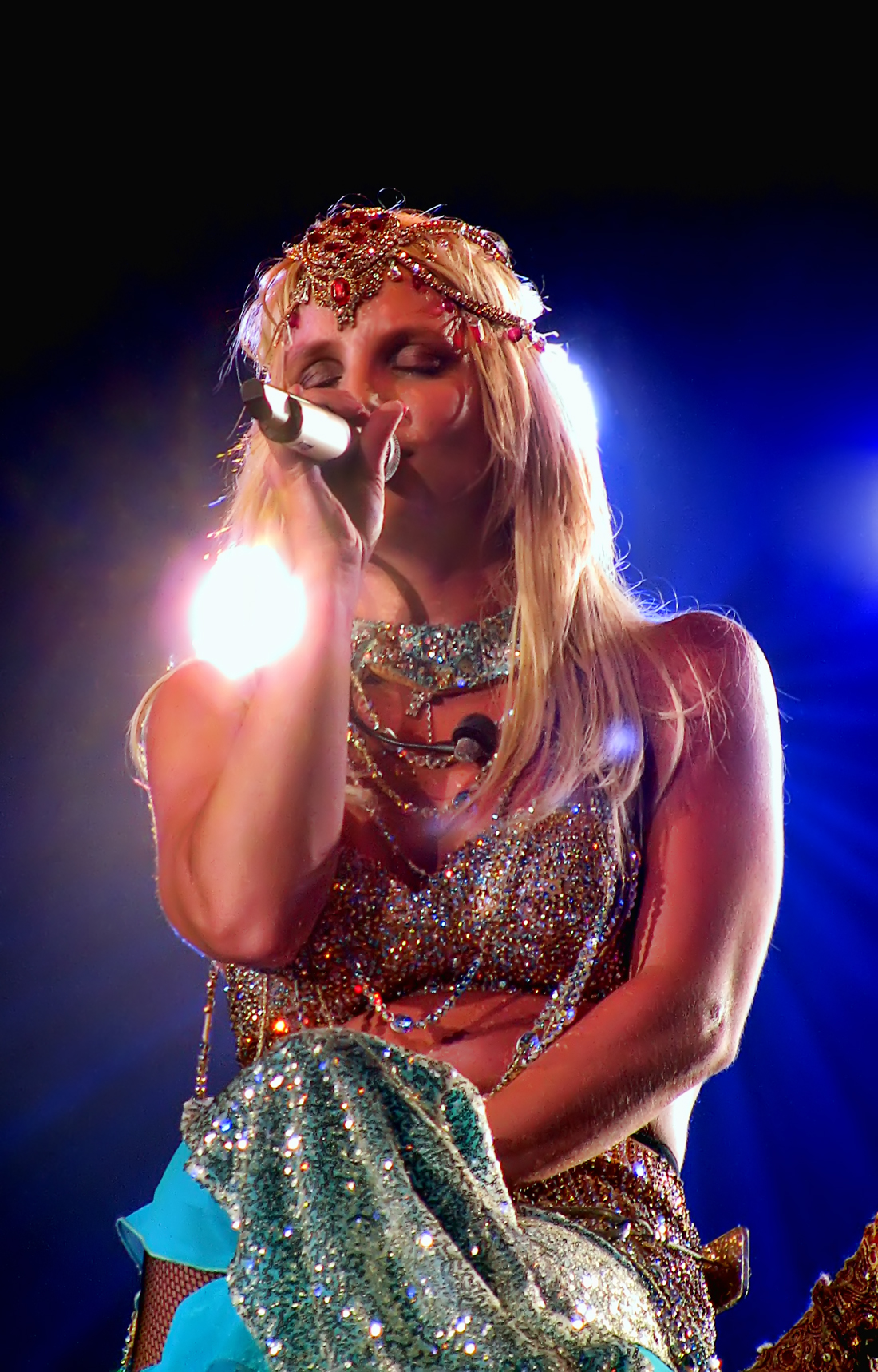
Britney Spears in Circus Tour

În ianuarie 2009, Spears și tatăl ei James au obținut un ordin de restricție împotriva fostului ei manager Sam Lufti, fostul iubit Adnan Ghalib și avocat Jon Eardley, care, conform documentelor din instanță, au încercat să preia controlul asupra afacerilor lui Spears. Ordinul de restricție le interzice lui Lutfi și Ghalib apropierea la mai puțin de 250 de m de Britney sau de casa ei, precum și de oricare membru al familiei ei. Spears a început la data de 3 martie 2009 turneul: „Circus Starring Britney Spears” în New Orleans unde au fost prezenți peste 35.000 de fani. Acesta a avut încasări totale de 131.8 milioane dolari și a devenit cel de-al cincilea cel mai profitabil turneu al unui artist în acel an.
Ea a lansat ce-l de-al doilea album de singleuri intitulat „The Singles Collection” în noiembrie 2009. Hitul de debut „3” a debutat pe prima poziție în SUA devenind astfel al treilea single al artistei care debutează pe prima poziție, și a devenit primul cântec care a debutat automat pe prima poziție din 2009. Mai târziu în acea lună, ea a lansat o aplicație pentru iPhone și iPod Touch intitulată „Este Britney (It's Britney)!” În luna mai 2010, reprezentanții lui Spears au confirmat că ea se află într-o relație cu Jason Trawick (unul dintre managerii ei la acea vreme), și au decis să pună capăt relației lor profesionale și să se concentreze asupra relației lor personale. Spears a creat o linie de îmbrăcăminte ediție limitată pentru Candie's, care a fost lansată în magazine în iulie 2010. La 28 septembrie 2010, ea și-a făcut o apariție scurtă într-un episod dedicat ei în serialul TV „Glee”, intitulat „Britney/Brittany”. Episodul a atras serialului „Glee” cel mai mare număr de telespectatori din istoria sa.
Femme Fatale, al șaptelea album de studio al lui Spears, a fost lansat pe 29 martie 2011. Max Martin și Dr. Luke au produs albumul, cu Luke declarând că a vrut să adopte un nou sound. Max Martin, Dr. Luke, Bloodshy & Avant, Shellback, Benny Blanco, Will.i.am, Fraser T. Smith, Stargate, și Darkchild au compus toate melodiile produse de pe album. Primul său hit, „Hold It Against Me”, a fost lansat pe 11 ianuarie 2011, și a debutat pe poziția cu numărul unu în Billboard Hot 100. A fost al patrulea cântec care a atins prima poziție în acest clasament, fiind al doilea artist din istorie care a avut două single-uri consecutive care au debutat pe acest loc, după Mariah Carey. Un al doilea single, „Till the World Ends”, a fost lansat pe 4 martie 2011, ajungând în mai pe locul al treilea în Billboard Hot 100, iar pe 14 iunie 2011 Britney a lansat cel de-al treilea single intitulat „I wanna go”, care a ajuns pe poziția a șaptea. În iunie 2011 urmează și un turneu de promovare a acestui album, Femme Fatale Tour. precum și al patrulea single „Criminal”, în septembrie, ce are și un videoclip plin de acțiune și arme.

## Stilul muzical și performanța

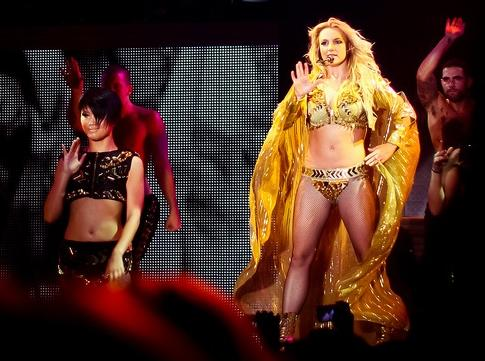
Britney Spears în Ucraina, 2011

Încă de la debutul ei artistic, Spears a fost creditată ca „conducătoarea” renașterii muzicii pop dedicate adolescenților de la sfârșitul anilor '90. Multe publicații au apreciat faptul că criticii muzicali au numit-o pe Britney ca fiind cea mai talentată tânără artistă a ultimelor anii, dar din fericire pentru Britney ea a reușit să ajungă într-o perioadă scurtă de timp la nivelul superstarurilor pe care nu demult le idolatriza ca Madonna (cea mai mare inspirație a carierei sale sau Janet Jackson. Revista Rolling Stone scria despre ea în 1998: „Britney Spears se identifică ca tipul clasic al unei cântărețe de top rock & roll, cu chipul unei păpuși de porțelan, un înger care abia acum începe să deschidă ochii în domeniul muzical.” Rami Yacoub care a fost totodată și co-producător la albumul de debut a lui Britney împreună cu versurile compuse de genialul Max Martin, spunea despre Spears: „Știu de la Denniz Pop și din cântecele precedente compuse de Max că atunci când realizăm cântece care se cântă nazal avem probleme pe care le-am înregistrat cu Backstreet Boys sau N'Sync. În cazul lui Britney situația a fost una favorabilă întrucât Britney „are o voce sexy, accentuată care dă nuanță acelor cântece.”
Odată cu lansarea albumului ei de debut Chuck Taylor (la aceea vreme redactor pentru revista Billboard declara următorul lucru: „Spears a devenit un bun de consum, cu mișcări de dans complicate și având o voce unică dar în același timp specifică tenoarelor de marcă”. Stephen Thomas Erlewine din cadrul Allmusic cataloga muzica ei ca fiind „o îmbinare de ritmuri atrăgătoare de dance-pop și ritm lent specific baladelor”. Spears a declarat ulterior că singleul care a consacrat-o (Baby One More Time), nu i-a permis acesteia să își pună în valoarea abilitățile vocale cu care aceasta este înzestrată. Albumul Oops!...I Did It Again, precum și cele care au urmat au demonstrat faptul că Spears lucrează cu producători R&B, fapt ce conduce la o combinație de pop adolescentin, soul, și raga. Pentru cei mai mulți tineri fani ai artistei, Spears reprezintă nuanțarea perfectă dintre trăirile adolescentine, tensiunea dintre castitate sau debutul vieții sexuale, dintre hedonism și responsabilitate, dintre încredere și vulnerabilitate.

## Influențe
| Imagine indisponibilă                                                                                   |  | Imagine indisponibilă |
| Madonna (stânga) și Janet Jackson (dreapta) sunt cele mai importante influențe muzicale pentru Britney. |  |                       |

Printre persoanele care au avut o influență în viața tinerei artistei se numără Madonna, Janet Jackson și Whitney Houston, cântărețele ei preferate din copilărie. A declarat că următorii artiști au servit ca sursă de inspirație pentru piesele sale: Michael Jackson, Mariah Carey, Sheryl Crow, Otis Redding, Shania Twain, Brandy, Natalie Imbruglia, Justin Timberlake, Bruno Mars, Beyoncé, Prince și Lorde.
Spears a devenit o inspirație majora pentru artiști ca Lady Gaga, Little Boots, Taylor Swift si Miley Cyrus care a spus ca Britney este una dintre cele mai mari inspirații ale ei - și a pomenit-o în hitul ei „Party in the U.S.A.”, dar și pentru noi cântăreți apăruți în muzica Pop precum Demi Lovato, Katy Perry, Pixie Lott. Bebo Norman și Busted au scris de asemenea melodii despre Brit. Totodată Britney a fost mereu comparată cu fosta ei bună prietene și actuală rivală în muzica pop Christina Aguilera, care a fost văzută întotdeauna ca o mai bună vocalistă chiar dacă nu a atins niciodată nivelul de succes a lui Britney.

## Produse
Succesul ei ca artistă i-au permis să lucreze și în alte domenii; a jucat în filme, a scris două cărți, a încheiat contracte pentru diverse produse, inclusiv propria linie de parfumuri, propria linie vestimentară, pentru adolescenți precum și propriul joc „Britney Dance Beat” pentru Nintendo, Sony Playstation 2 și PC.
La începutul lui 2001, Britney a semnat o înțelegere de mai multe milioane de dolari cu „Pepsi”, care include reclame, promoții. Britney a câștigat 370.000.000 de dolari. Ea a publicat 4 cărți, incluzând „Darul unei mame”, si a scos 7 DVD-uri, incluzând dvd-ul produs de ea însăși „Britney&Kevin: Chaotic” în 2005. Alte produse Spears sunt păpuși și căsuțe, pahare de Pepsi, brelocuri, penare, caiete, brățări, abțibilduri, genți, tricouri, jocuri video. A participat la 7 turnee. În 2004 a câștigat mai mult de 350.000.000 dolari din vânzările de bilete la concerte, și peste 185.000.000 de dolari din recompensele turneului (devenind cel mai mare câștigat de un artist).
Spears a scos pe piață primul ei parfum Elizabeth Arden, „Curious” în septembrie 2004, care a avut $100.000.000 câștigați din primele 5 săptămâni de la lansare.
În 2005 ea a scos împreună cu Elizabeth Arden, parfumul „Fantasy” care a avut succes. A mai scos „Midnight Fantasy” și „Curious: In control” în 2006. Ultimul parfum scos de Britney și Elizabeth este „Belive” în septembrie 2007. În ianuarie 2008, Britney a lansat Curious Heart și „Hidden Fantasy” în ianuarie 2009. Pe 22 martie 2009, s-a anunțat că Spears are cea mai bine vândută colecție de parfumuri lansată de vreo celebritate. În martie 2009, Britney a devenit imaginea firmei de îmbrăcăminte „Candies".

## Viața personală

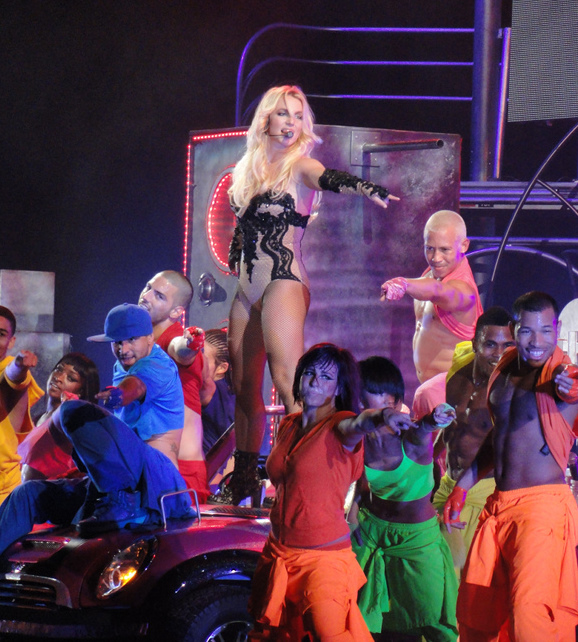
Spears interpretând piesa „How I Roll” în turneul ei mondial Femme Fatale (2011).

Britney Spears a fost motorul ce a propulsat pop-ul în anii '90. Călcând pe o potecă bătătorită de Spice Girls și Backstreet Boys, tânăra s-a transformat într-un adevărat fenomen. Nu numai ca a vândut milioane de discuri dar a fost o figură constantă a vieții muzicale, indiferent de ceea ce făcea sau nu făcea. Succesul ei își găsise rival doar în succesul lui Jennifer Lopez. Încă de la începutul carierei, sex appeal-ul lui Spears a fost o coordonată importantă a imaginii ei. Videoclipul realizat pentru piesa de debut, „...Baby one more time” a promovat-o ca un sex simbol internațional. Cu toate acestea managerii tinerei nu doreau să renunțe nici la imaginea de fată cuminte, creând o serie de tensiuni între imaginea plină de inocență și care atrăgea fanii de sex feminin și sexualitatea ingenuă care atrăgea fanii de sex masculin. Aceste tehnici de marketing au născut controverse și dezbateri pe marginea creării de modele potrivite pentru tinerele fane. Foarte curând, tânăra a încercat să aplaneze controversele, promovând abstinență până la căsătorie și chiar negând că s-ar fi folosit de o asemenea imagine sexualizată. Bineînțeles că pe măsură ce show-urile ei deveneau din ce în ce mai „dezbrăcate”, credibilitatea ei scădea. În afara abilității de a rămâne în echilibru pe linia fină dintre cochetărie virginală și sexualitate afișată ostentativ, Spears mai avea o armă secretă în persoana geniului suedez Max Martin, care a contribuit la majoritatea albumelor ei ca producător sau compozitor. Avându-i drept idoli pe Mariah Carey, Michael Jackson și Madonna, Britney a fost în atenția presei încă de la începutul carierei pe diverse teme, printre care: mărirea sânilor și o relație cu Prințul William al Marii Britanii.
Ca rezultat al faimei sale, viața personală a lui Britney a primit foarte multă atenție din partea mass-mediei. Acest lucru se datorează mai ales mariajului ei cu Kevin Federline în 2004. Primul copil, Sean Preston, este născut în 2005 și al doilea, Jayden James, în 2006. Divorțul din noiembrie a aceluiași an a fost foarte mediatizat, urmat de o bătălie legală pentru custodia celor doi copii. În prezent Britney a pierdut custodia copiilor, dar poate să stea cu ei 4 zile pe săptămână.
Viața personală a lui Britney a ținut îndelung prima pagină a ziarelor și revistelor din întreaga lume: după despărțirea de Justin Timberlake în 2002, apare la o premieră cinematografică alături de rebelul actor Colin Farrell. Și cine poate uita apariția de la Premiile MTV din toamna lui 2003 alături de Madonna și Christina Aguilera, când sărutul cu Madonna de pe scenă nu a ratat nici o publicație din lume!?
Un nou moment scandalos din viata ei este căsătoria de la Las Vegas cu Jason Allen Alexander pe 31 decembrie 2004, un prieten din copilărie, după o noapte de beție. Căsătoria a fost anulată 55 de ore mai târziu.
În toamna lui 2004, mai exact pe 18 septembrie, Britney se mărită pentru a doua oară, de această dată cu dansatorul Kevin Federline și decide să se retragă din muzică pentru o perioadă. Însă înainte de această pauză lansează prima sa colecție cu cele mai bune piese din carieră, „My Prerogative”, primul single extras din acest album fiind melodia cu același nume, un cover al piesei interpretate în urmă cu zece ani de Bobby Brown.

## Moștenire

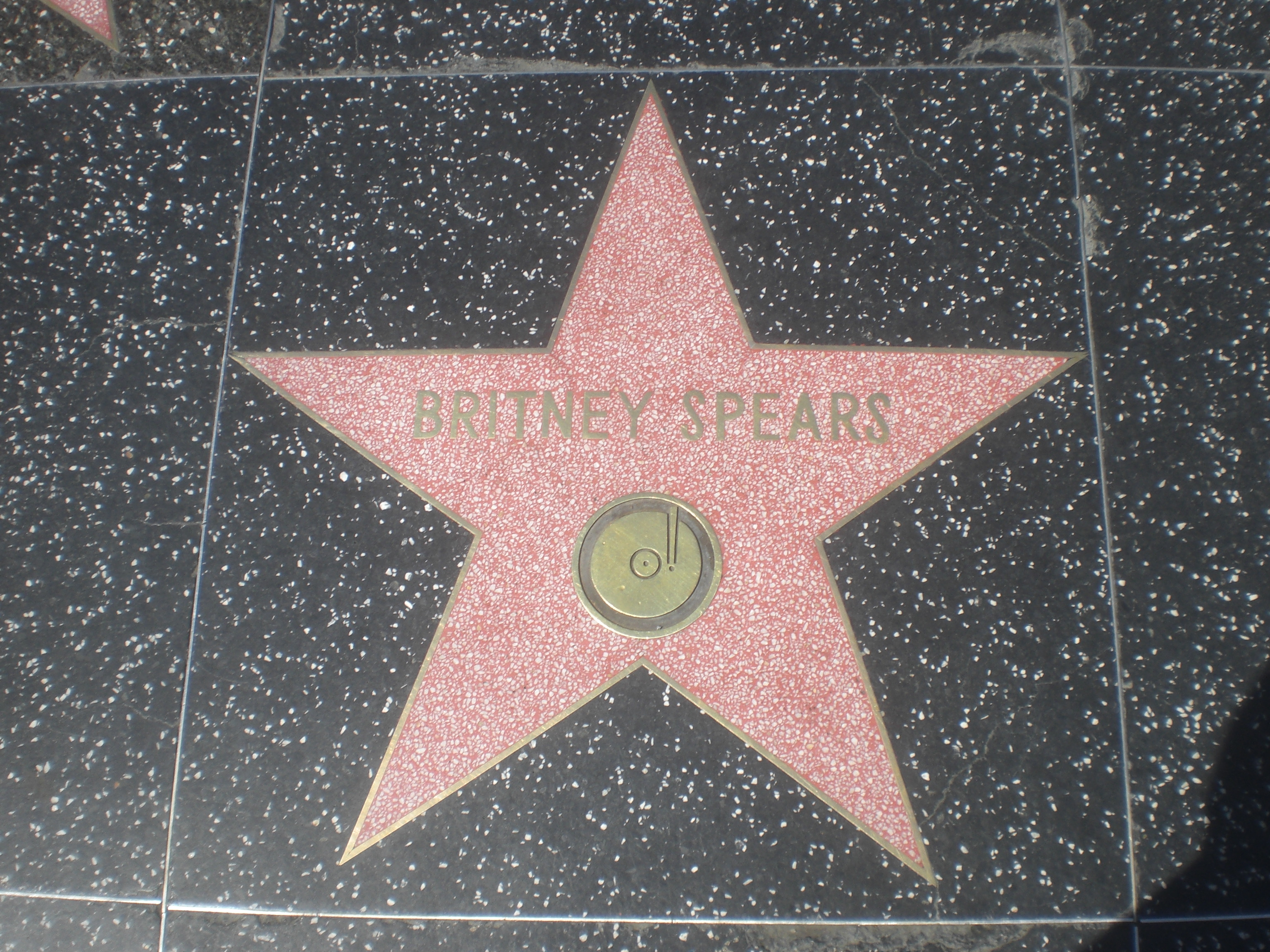
Steaua lui Britney de pe Hollywood Walk of Fame (Aleea Celebrităților).

Britney Spears a devenit figura pop internațională imediat după lansarea carierei ei. Revista „Rolling Stone” a scris: „Una dintre cele mai de succes și controversate artiste feminine din secolul 21” „Ea a dat startul teen-popului la începutul mileniului...”. Primul ei album a intrat în „Cartea Recordurilor” ca cel mai de succes album pentru adolescenți din toate timpurile. Mellisa Ruggieri a spus: „Ea este de asemenea cunoscută ca cea mai de succes tânără artistă. Înainte să împlinească 20 de ani în 2001, Spears deja vânduse mai mult de 37 de milioane de album în toată lumea.” Barbara Ellen a spus: „Spears este bin cunoscută drept una dintre cele mai „vechi” cântărețe tinere de pop care s-au creat. Multe fete de 19 ani nici nu au început să lucreze. Britney- un fenomen american, un copil cu o carieră cu normă întreagă. În timp ce tinerele își puneau postere în camere, Britney voia să apară pe un poster. În timp ce copiii își developau propriul stil, Britney a creat propriul stil de pop în industria entertaimentului.”
Britney Spears deține un număr impresionant de recorduri muzicale (cea mai bine vândută artistă a deceniului trecut, prima artistă al cărei single reușește cel mai mare „salt” („Womanizer”) în topuri de pe poziția cu nr. 96 pe primul loc al topului Billboard) ș.a.m.d. Britney Spears este de asemenea cel mai căutat cuvânt de pe Yahoo! pentru 4 ani consecutivi (adică 7 ani în total). Spears a fost numită Cea mai Căutată Persoană în ediția 2007-2009 a „Cărții Recordurilor”.
Britney Spears a exercitat o influență majoră asupra mai multor artiști contemporani, printre care Meghan Trainor, Demi Lovato, Katy Perry, Kelly Key, Kristinia DeBarge, Little Boots, Charli XCX, Marina and the Diamonds, Tegan and Sara, Pixie Lott, Girls' Generation, Selena Gomez, Tinashe, Victoria Justice ;i The Saturdays. Cântăreața britanică Adele a declarat în nenumărate rânduri că ea este o mare fană a lui Britney Spears. De fapt, Adele și-a anulat odată un concert propriu pentru a putea merge la un concert a lui Britney care se desfășura în aceiași zi.
Revista „People” și MTV au reportat pe 1 octombrie 2008, ca studioul lui Bronx John Philp Sousa Middle School este numit în onoarea lui Britney - ea a donat 10.000 de dolari acelei școli.

## Discografie

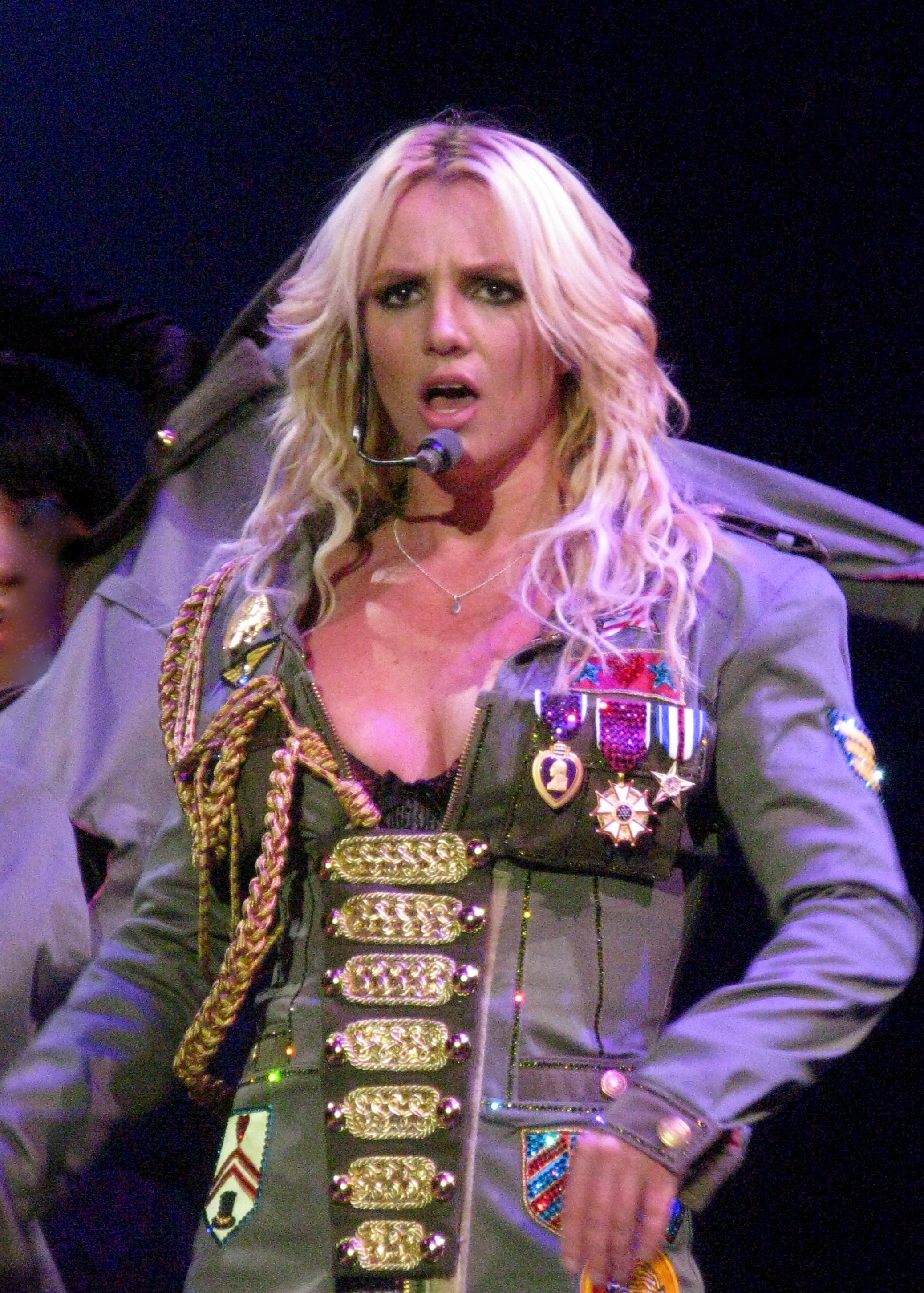
Britney Spears în martie 2009

### Albume
- ...Baby One More Time (1999)
- Oops!... I Did It Again (2000)
- Britney (2001)
- In the Zone (2003)
- Blackout (2007)
- Circus (2008)
- Femme Fatale (2011)
- Britney Jean (2013)
- Glory (2016)

### EP-uri
- Chaotic (2005)

## DVD-uri

### Video și albume live
- 1999: Time Out with Britney Spears
- 2000: Live and More!
- 2001: Britney: The Videos
- 2001: Live from Las Vegas
- 2004: In the Zone
- 2004: Greatest Hits: My Prerogative
- 2011: Britney Spears Live: The Femme Fatale Tour

### Documentare
- 2002: Stages: Three Days in Mexico
- 2005: Britney & Kevin: Chaotic
- 2009: Britney: For The Record

## Jocuri video
- 2002: Britney’s Dance Beat (disponibil pentru: PS2, PC, Game Boy Advance)

## Filmografie

### Filme
- 2000: Longshot
- 2002: Austin Powers in Goldmember
- 2002: Crossroads - Prietenii sunt pentru totdeauna
- 2004: Fahrenheit 9/11
- 2019: Corporate Animals

### Televiziune
| An        | Titlu                                           | Personaj                           |
| --------- | ----------------------------------------------- | ---------------------------------- |
| 1993–1994 | The Mickey Mouse Club                           | Roluri diverse                     |
| 1999      | Hooves of Fire                                  | Donner (voce: versiunea americană) |
| 1999      | The Famous Jett Jackson                         | Ea însăși                          |
| 1999      | Sabrina, vrăjitoarea adolescentă                | Ea însăși                          |
| 1999      | Kenan & Kel                                     | Ea însăși                          |
| 1999      | Médico de familia                               | Ea însăși                          |
| 1999      | Rockefeller Center Christmas Tree               | Ea însăși                          |
| 2000      | Familia Simpson                                 | Ea însăși                          |
| 2000-2002 | Saturday Night Live                             | Ea însăși                          |
| 2002      | Stages: Three Days in Mexico                    | Ea însăși                          |
| 2002      | Robbie the Reindeer in Legend of the Lost Tribe | Donner (voce: versiunea americană) |
| 2002      | Saturday Night Live                             | Ea însăși (gazdă)                  |
| 2003      | Punk'd                                          | Ea însăși                          |
| 2004      | Britney & Kevin: Chaotic                        | Ea însăși                          |
| 2006      | Will & Grace                                    | Amber Louise (un episod)           |
| 2008      | How I Met Your Mother                           | Abby (două episoade)               |
| 2008      | Britney: For The Record                         | Ea însăși                          |
| 2010      | Glee                                            | Ea însăși                          |
| 2011      | Britney Spears: I am the Femme Fatale           | Ea însăși                          |
| 2012      | The X Factor (U.S.)                             | Juriu                              |
| 2012      | The Pauly D Project                             | (un episod)                        |
| 2013      | "Britney Spears: I am Britney Jean"             | Ea însăși                          |

## Premii (selecție)
Premiile Grammy (Grammy Awards)
- 2005: Best Dance Recording: Britney Spears: „Toxic“

Premiul Emmy (Emmy Award)
- 2002: Best Direction: Britney Spears: Live in Las Vegas
- 2002: Best Special Television: SNL

Hollywood Walk Of Fame
- 2003: Walk of Fame

MTV Video Music Awards
- 2008: Video of the Year: Britney Spears: „Piece of Me“
- 2008: Best Female Video: Britney Spears: „Piece of Me“
- 2008: Best Pop Video: Britney Spears: „Piece of Me“
- 2009: Best Pop Video: Britney Spears: „Womanizer“
- 2011: Best Pop Video: Britney Spears: „Till the World Ends“
- 2011: Video Vanguard Award

MTV Europe Music Awards
- 1999: Best Female
- 1999: Best Pop Act
- 1999: Best Breakthrough Artist
- 1999: Best Song: „…Baby One More Time“
- 2004: Best Female
- 2008: Album of the Year: Blackout
- 2008: Act of 2008

MTV Asia Awards
- 2002: Best Female Artist

World Music Awards
- 2000: World's Best Selling Pop Female Artist
- 2001: World's Best-Selling Pop Female Artist
- 2001: World's Best-Selling Dance Female Artist
- 2014: Best Fan Base (BritneyArmy)

MTV Video Vanguard Award
- 2011: Premiul de onoare pentru merite deosebite în activitatea muzicală

## Turnee
Kevin Johnson de la St Louis Post-Dispatch a spus ca recenzia lui pentru concertul lui Britney din Turneul Oops!...I did it again în iulie 2000, a adus un mix de reacții. Un fan i-a spus: „Articolul tău este dezgustător. O iubesc pe Britney”. Alt fan a spus: „Britney este o legenda, un performer excelent. Este idolul nostru și nimic comentariile răutăcioase despre turneu nu îl ca face diferit. Doare când ma gândesc ca tu nu vezi câți oameni a impresionat ea în aceea noapte... Ceea ce am văzut eu a fost munca grea, pasiune, determinare, mișcări de dans super, versuri super, și cântece pozitive.”
În contrast, Johnson a spus: „Britney nu poate sa cânte, am fost la concert și m-am simțit super, la fel și 95% din mulțime, am realizat ca este ridicolă.”
În august 2000, Joan Anderman a spus: „Britney a cantat fără track în spate!”
Anul următor, înainte de începerea turneului Dream within a dream tour, „Los Angeles Daily News” a spus: „Spears este ușor de criticat - îmbrăcămintea, ba fata buna/ba fata rea. Dar marți seara, înconjurata de mii de oameni, ea a fost foarte ușor de iubit...Pentru ca tot dansul acela, focul de pe scena, Britney a cantat aproape tot show-ul cu track-ul în spate. Era greu de spus când făcea playback sau cânta pe bune. Dar când e vorba despre concertul lui Britney Spears - cui ii pasa de playback ??!!...Ca un show din Vegas te duci nu sa auzi muzica, ci sa vezi show-ul.”
În decembrie 2001, Sean Piccoli a spus: "Contribuția lui Britney în pop nu este de muzica în general. Spectacolul de miercuri a fost inspirat pop nu de cântece, ci de artificii, dans etc. Concluzia nu a fost ca Britney nu poate cântă - vocea ei este subțire. A contat cum s-a prezentat...iar după prezentare, show-ul a fost un succes. Britney a avut cea mai tare scena și a folosit-o cum trebuie, toți au văzut cum s-a mișcat, cum și-a fluturat parul, cum a sărit de la 10 metri, și cum a dansat cu o proiecție video a ei înșiși.”
- ...Baby One More Time Tour / Crazy 2K Tour (1999-2000)
- Oops!...I Did It Again World Tour (2000-2001)
- Dream Within A Dream Tour (2001-2002)
- The Onyx Hotel Tour (2004)
- The M+M's Tour (2007)
- The Circus Starring: Britney Spears (cu Pussycat Dolls în deschidere) (2009)
- Femme Fatale World Tour: Britney Spears (2011)
- Britney: Piece Of Me (2013-2017)
- Britney: Live in Concert (2017)
- Piece of me Tour (2018)